# Джунгарський хом'ячок
Джунгарський хом'як (Phodopus sungorus) — вид мохноногих хом'ячків із родини хом'якових. Популярна домашня тварина.
Довжина до 10 см, вага 25–65 грамів, живуть в середньому 2,5 роки. У сприятливих умовах може дожити до трьох років.
Має вкриті шерстю ступні, темну смугу на спині (зазвичай сіру), дуже короткий хвіст (часто його практично не видно, коли звір сидить). Хутро відрізняється значними білими вкрапленнями.
Поширений в сухих степах і напівпустелях півдня Західного Сибіру, Джунгарського Алатау, в Хакасії.
Довгий час хом'як Кемпбелла вважався підвидом джунгарського хом'яка. Проте останнім часом підтверджена видова самостійність хом'ячка Кемпбелла.

## Одомашнення джунгарського хом'ячка
Джунгарські хом'ячки продаються в зоомагазинах Європи і Азії, рідше — в США.
Одомашнені джунгарські хом'ячки часто відрізняються від диких по забарвленню. У всіх джунгарських хом'яків є вузька темна смужка на спині. Розрізняють наступні види фарбування: стандарт (коричнево-сіре, черево біле), сапфір (сіро-синювате, черевце біле), перли (матово-біле з сірими проміжками), мандарин (рудо-кремове).
Хом'ячки мають сезонну адаптацію: взимку вони линяють, і їхнє хутро стає практично повністю білим (сірі вкраплення зникають, залишається лише смуга на спині). Линяння багато в чому залежить від світлового режиму дня: при короткій тривалості дня хом'ячок змінює забарвлення за 6 тижнів. Цей процес обумовлений виробленням мелатоніну (гормону шишкоподібної залози).
Тривалість життя домашнього джунгарського хом'ячка становить 2–2,5 роки, хоча при правильному догляді вона може досягати чотирьох років.

## Гібридизація джунгарських хом'ячків

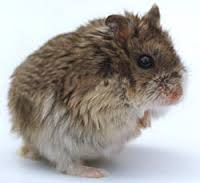
Гібрид Джунгарського хом'ячка

З усіх мохноногих хом'яків — джунгарські можуть утворювати життєздатні гібриди тільки з хом'ячками Кемпбелла.

## Розмноження
У природному середовищі існування джунгарські хом'яки розмножуються з березня по вересень, в неволі вони розмножуються круглий рік. У виводку може бути від 1 до 11 дитинчат. Статева зрілість настає з 4–6 тижнів, проте є думки, що дуже рання вагітність може бути небезпечна для самки. Тривалість вагітності становить 21–26 днів. У цей період вони мають потребу в кальції, білковій їжі. Самка готова до запліднення вже через 24 години після пологів.